# 宇文遜昵延
宇文遜昵延（？—？），又作素怒延、吐尼延，宇文部鮮卑首領，是前任首領宇文莫珪之子，莫珪死後，由其繼位。
據《魏書·帝紀第一》記載，遜昵延在298年向拓跋部首領拓跋祿官朝貢，祿官「嘉其誠款」，把長女嫁給遜昵延為妻。然按《魏書》係以北魏拓跋氏為中心記載，而拓跋部為北魏皇族先世，故名雖為朝貢，實則應為一般的部族間通婚。
遜昵延在位期間，曾率兵進攻慕容廆，在棘城（今遼寧义县附近）大敗，部眾潰散，遜昵延單人匹馬逃回，部眾皆為慕容廆所俘。此役《晉書》稱發生於晉大興初年，《資治通鑒》稱此役發生於晉大興二年（319年），兩書稱宇文部首領為悉獨官。
但《魏書·列傳第九十一》則稱遜昵延在此役後「乃卑辭厚幣，遣使朝獻於昭帝（即拓跋祿官），帝嘉之，以女妻焉。」以向拓跋部靠攏。不過拓跋祿官是在307年去世的，《魏書·列傳第九十一》此段記載與《晉書》及《通鑒》有矛盾，又與《魏書·帝紀第一》298年的記載高度雷同，故此處有誤之可能性應較高。
遜昵延在位年期不明，死後由其子宇文乞得龜繼位。
后世，宇文逊昵延被尊为皇帝，谥号孝景，庙号显祖。